# 齋藤寬仁
齋藤寬仁（日语：斎藤 寛仁，12月6日—），日本男性配音員。出身於青森縣。身高167cm。A型血。

## 人物簡介
原屬Media Force，現所屬D-COLOR。興趣是看棒球比賽。特長是打棒球。

## 演出作品

### 電視動畫
2011年
- 未來日記（信者 豐川）

2012年
- K（赤城翔平、榎本龍哉、老師、店主）
- Muv-Luv Alternative Total Eclipse（整備兵）

2013年
- AKB0048 next stage（政府高官）
- 我女友與青梅竹馬的慘烈修羅場（講師）
- Q弟偵探因幡（警官）
- 現視研2（播磨）
- 青春紀行（教職員、講師）
- 大怪獸拉許 無敵邊境（日语：大怪獣ラッシュ ウルトラフロンティア）（星人）
- 初音島III
- 科學超電磁砲S（研究員、流氓、醫師）
- 來自風平浪靜的明日（擔任的老師）
- 打工吧！魔王大人（司祭、幹部、田村）
- WHITE ALBUM2（柔道部員A）
- 魔王勇者（聖鍵遠征軍士兵、職人長、群眾、傭兵弓士、狩人AA）
- 校園剋星 ～Refrain～（男性B）
- 記錄的地平線（雷薩立克、練馬之星、史瓦湖畔長）
- 我不受歡迎，怎麼想都是你們的錯！（福浦老師、雨合衣男子、彩票男子、道爾）

2014年
- ALDNOAH.ZERO（士兵、火星士兵、操舵手）
- 牙狼〈GARO〉-炎之刻印-（士兵）
- 金田一少年之事件簿R（管制塔主任）
- 健全機鬥士（ペンギンコマンド）
- 白銀的意志 ARGEVOLLEN（阿拉塔斯士兵）
- SHIROBAKO（圓宏則、辻田）
- 精靈使的劍舞（客人）
- selector infected WIXOSS（編輯）
- selector spread WIXOSS（編輯）
- 大怪獸RUSH 超級邊境 DINO-TANK hunting（達達A（數字精英））
- NO GAME NO LIFE 遊戲人生（盗賊）
- 愚者信長（家臣E、操縱士、聲A）
- 早安♪戀味糕餅店（觀眾、司機A、男學生B）
- 魔法科高中的劣等生（學生）
- 龍孃七七七埋藏的寶藏（教師）
- RAIL WARS! -日本國有鐵道公安隊-（司機、男人、犯人、和歌山、站員、山田車掌）
- 記錄的地平線2（海爾德·斯凱、羅喉丸）

2015年
- 亞爾斯蘭戰記（士兵、魯西達尼亞將校）
- ALDNOAH.ZERO（安達盧西亞隊長、奧爾洛夫隊長）
- OVERLORD（貝留斯）
- GANGSTA.（幹部B、不良、刑警、傭兵、BASTARD客、官員、BASTARD店員·七三）
- 灰色的樂園（官僚）
- K RETURN OF KINGS（赤城翔平、榎本龍哉）
- Go！Princess 光之美少女（保鑣）
- 純潔的瑪利亞（修道士、傭兵）
- 食戟之靈（叔父、筋肉男B）
- NINJA SLAYER忍者殺手 from ANIMATION （約翰、傭兵1、10 Count、電視旁白）
- 記錄的地平線2（雷薩立克、樵夫）

2016年
- Active Raid -機動強襲室第八係-（司機、警官B）
- 夢幻之星Online2 THE ANIMATION 2（教師）
- 舞武器·舞亂伎（新聞主播）
- Dimension W（三谷克司）
- 樂高未來騎士團（Lego Nexo Knights）（Jokes Knightly）
- 文豪Stray Dogs（孤兒院男性職員B、圍觀者）
- 熱情傳奇 The X（二等對魔士、士兵）
- Active Raid -機動強襲室第八係- 2nd（白鷹A）
- 齊木楠雄的災難（發令員）
- TRICKSTER -來自江戶川亂步「少年偵探團」-（日语：TRICKSTER -江戸川乱歩「少年探偵団」より-）（田中幸弘）
- ViVid Strike！（警官、不良）
- 機動戰士鋼彈 鐵血孤兒（加拉爾士官、查斯尼部下、查斯尼艦接線員）
- 文豪Stray Dogs 第2期（港區黑幫成員）
- Classicaloid（工作人員）
- 超自然9人組（男性播報員）

2017年
- 熱情傳奇 The X (第2期)（商人）
- Re:CREATORS（官僚、騎士、士官）
- ID-0（接線員C）
- 原子小金剛 起始（洛克鈴木）
- 騎士&魔法（巴卡斯、士兵A）
- 犬屋敷（藝人、SAT隊員、乘客）

2018年
- 極道超女
- 後街女孩（粉絲A）
- 工作細胞（輸血紅血球2）
- 終將成為妳（主持人）
- 我讓最想被擁抱的男人給威脅了。（沖大輔）

2019年
- Fairy Gone（狄珀）
- 戰姬絕唱SYMPHOGEAR XV（黑衣人B）
- 在地下城尋求邂逅是否搞錯了什麼II（車夫）

2020年
- 聽我的電波吧（警察官、扶羅韓、老刑事）
- 新櫻花大戰 the Animation（前台文員）
- 魔法水果籃 第2期（百貨公司社員）
- 食戟之靈 豪之皿（塔克米的叔父）
- 體操武士（攝影師、流浪者A）

2021年
- 工作細胞BLACK（肺胞上皮細胞、黏膜細胞、腦細胞〈操作員〉）

2025年
- 魔法使的約定（市民）

### OVA
2015年
- 四月是你的謊言（節子的父親）[注 1]
- 第三飛行少女隊（飛行員B）[注 2]

### 電影動畫
2012年
- 劇場版 烙印勇士：黃金時代篇II 多爾多雷攻略戰（副將）
- 劇場版 強襲魔女

2013年
- 劇場版 薄櫻鬼：第一章 京都亂舞

2014年
- 劇場版 K MISSING KINGS（赤城翔平、榎本龍哉）

2015年
- Code Geass 亡國的阿基德 第3章「輝芒隕落」（仕立屋）
- UFO學園的秘密（日语：UFO学園の秘密）

### 網路動畫
2016年
- 怪物彈珠（警官）

2018年
- 禮物±（日语：ギフト±）（英琢磨／林[3]）

### 遊戲
2008年
- KANE&LYNCH: DEAD MEN

2010年
- CLOCK ZERO ～終焉之一秒～（日语：CLOCK ZERO 〜終焉の一秒〜）

2013年
- 銀河遊騎兵
- 我的妹妹哪有這麼可愛。HappyenD
- 大怪獸RUSH 超級邊境 DINO-TANK hunting（凱姆爾人）

2014年
- 自由戰爭

2015年
- 黑色沙漠 (クラム·セサリー、 等)
- 魔法氣泡!! Quest（日语：ぷよぷよ!!クエスト）（克羅德、科斯塔[4]）

2016年
- 看門狗2

2017年
- Granadia Saga
- LAPLACE LINK（千石駿輔[5]）

2018年
- ORDINAL STRATA
- 指尖騎士X（羅蘭、貝爾芬格、俄里翁、阿喀琉斯、穆斯貝爾）

### 廣播劇CD
- 偶像大師 Eternal Prism03
- 晨曦公主
- 一起一起這裡那裡
- 妻？（編輯B）
- 自鳴琴（Musical box） Voice-over1.2（木野下惠太）
- GANGSTA.
- 修羅場戀人！
- 純情
- 背道而馳的愛戀（攝影師）
- NINJA SLAYER忍者殺手 火燒新埼玉（約翰）[注 3]
- 花與兔子（石田）
- 勇者的師傅大人[注 4]
- 理想的戀人（常客A）

### 外語配音
※作品依英文名稱及英文原名排序。

#### 演員
- 史考特·艾金斯
  - 近距離（英语：Close Range）（Colton MacReady）
  - 戰狼（Tom Cat）
  - 零點追擊（英语：Zero Tolerance (2015 film)）（Steven）

#### 電影
- 六顆氣球（英语：6 Balloons）
- 2012：冰河時期（英语：2012: Ice Age）
- 池畔謎情
- 一個殺手在倫敦
- 紐約之王（英语：A King in New York） ※BD版。
- 美人情園（英语：A Little Chaos）（Philippe1世〈Stanley Tucci 飾演〉）
- 沉默的制裁（英语：Absolution (2015 film)）（Van Horn〈Howard Dell 飾演〉）
- 無名天使3D
- 動物王國
- 軍火庫（英语：Arsenal (2017 film)）
- 阿修羅
- 莫斯科陷落
- 房事告急
- 倒霉日（英语：Bad Day (film)）
- 有你，生命最完整（英语：The Best of Me (film)）（Frank）
- Bled（Juno）
- 天菜大廚（Max〈Riccardo Scamarcio 飾演〉）
- 瘋狂店員 ※Netfrix版。
- 彗星來的那一夜（Amir〈Alex Manugian 飾演〉）
- 路上人生（英语：David Brent: Life on the Road）
- 年少輕狂（英语：Dazed and Confused (film)）（Ron Slater〈Rory Cochrane 飾演〉）[注 5]
- 德紹舞者（德语：Dessau Dancers）
- 猛鬼俱樂部（英语：Devil's Den (film)）
- 劊子手 (2017年電影)
- 神出鬼沒（英语：Exists (film)）（Todd〈Roger Edwards 飾演〉）
- 終極救援（Dmitri〈Roman Mitichyan 飾演〉）
- 玩命關頭8
- Felix, Net i Nika oraz Teoretycznie Możliwa Katastrofa（Schultz）
- 驚叫少女（英语：The Final Girls）
- 初賽（英语：First Match）
- 法蘭基與艾莉絲（英语：Frankie & Alice）
- 玩命鎗火
- 惡夜追殺令（英语：From Dusk till Dawn） ※Netfrix版。
- 高更：愛在他鄉 (2017年電影)
- 僵局（英语：Gridlocked (2015 film)）（Brody Walker〈Cody Hackman 飾演〉）※影碟版。
- 暗夜守護者
- 半生不熟（英语：Half Baked）（Scarface〈Guillermo Díaz 飾演〉）
- 女巫獵人
- 紐約轉角遇到愛（英语：Happythankyoumoreplease）（Sam #2〈Tony Hale 飾演〉）
- 殺手保鑣（Moreno）
- 人形蜈蚣2
- 賭徒傑克（英语：Jack Irish）系列
  - 賭徒傑克：壞帳
  - 賭徒傑克：黑潮
  - 賭徒傑克：死點
- 白爛賤客（Chaka Luther King〈Chris Rock 飾演〉）※Netfrix版。
- 間諜大鄰演
- 一個人的武林（封于修〈王寶強 飾演〉）
- 游擊戰爭 (2008年電影)
- 愛在血淚交織時（英语：In the Land of Blood and Honey）
- 說來有點可笑（英语：It's Kind of a Funny Story (film)）
- 唯我獨尊：復仇
- 雷射戰隊（英语：Lazer Team）
- 敗犬求婚日
- 超級特工：新一代（日语：スーパーエージェント 美女奪還大作戦!!）
- Lucid Dream
- 冒牌情緣（英语：Man Up (film)）（Sean〈Rory Kinnear 飾演〉）
- 海邊的曼徹斯特
- 驚世巨裂（英语：Megafault）
- 我地獄般的高中生活（英语：Middle School: The Worst Years of My Life (film)）
- 月昇冒險王國（Ben〈Jason Schwartzman 飾演〉）
- 嗨咖上月球（英语：Moonwalkers (film)）（Leon〈Robert Sheehan 飾演〉）
- 熱血車城（Cyborg Dan〈Dave Wittenberg 配音〉）
- 惡鄰纏身2
- 霓虹惡魔
- 假會徵信社
- 聖誕狂歡夜
- 出神入化2
- 國際市場（青年時期的南珍〈鄭允浩（東方神起） 飾演〉）
- 潘朵拉
- 比得兔（Chirs〈Dave Lawson 飾演〉[6]）
- Plan B (2016年電影)
- 傲慢與偏見與殭屍
- 人性的證明（James Dean）
- 青龍幫的復仇（Ah Chung〈eonard Wu 飾演〉）
- 龍兄唬弟2
- 絕地任務
- 女狼嗨到趴（英语：Rough Night）
- 沙之堡（英语：Sand Castle (film)）
- 黑吃黑 (2015年電影)
- 全面追緝（英语：Skin Traffik）
- 煙與鏡（英语：Smoke & Mirrors (2016 film)）
- 歐吉桑鄰好（英语：St. Vincent (film)）（Geraghty兄弟〈Chris O'Dowd 飾演〉）
- 徬徨之刃
- 死亡海域（德语：Tod aus der Tiefe）
- 地獄醫院（英语：Stonehearst Asylum）（Mickey Finn〈David Thewlis 飾演〉）
- The Storm（英语：The Storm (miniseries)）（Carter）
- 意外製造公司（英语：The Surprise）
- 星際征服者 (2009年電影)|The Terminators (film)|星際征服者}}
- 魔鬼終結者2：審判日（Hicks）
- 德州電鋸殺人狂3D（Darryl〈Shaun Sipos 飾演〉）
- 真相急先鋒
- 激戰
- 逆天奇緣
- 玩命車手（英语：Vehicle 19）
- 辣手警探
- 伊斯坦堡救援（英语：The Water Diviner）
- 重返初遇之夜（英语：When We First Met）
- 限制級戰警：重返極限
- 漸動人生
- 年輕氣盛

#### 電視影集
- 愛麗莎與凱蒂（英语：Alexa & Katie）
- 識骨尋踪 (第9季)
- 去X的世界末日
- 驚嚇陰屍路
- 落夢若水（英语：Falling Water (TV series)）
- 正妹CEO
- 女孩我最大
- 萬惡高譚市
- 同妻俱樂部 (第4季)
- 最佳愛情（金PD）
- 格林
- 侍女的故事
- 需要浪漫
- 超腦特工
- 貞愛好孕到 (第2季)（Chavez）
- 火線警探（Dewey Crowe〈Damon Herriman 飾演〉、Wynn Duffy〈Jere Burns  飾演〉、Dickie Bennett〈Jeremy Davies 飾演〉）
- 法網遊龍：英國（英语：Law & Order: UK）
- 傳說（英语：Lore (TV series)）
- 盧克·凱奇
- 黑道無國界（英语：McMafia）
- 夜班醫生 (第4季)
- 噗通噗通…他和她的心跳聲（吳勇學〈金亨範 飾演〉）
- 慾海醫心 (第4季)
- Safe House（英语：Safe House (TV series)）
- 尖叫女王
- Sigmund and the Sea Monsters (2016年電視影集)
- 推奴
- 少狼
- 荊棘鳥
- 超級蜱人（英语：The Tick (2016 TV series)）（Superior、Danger Boat）
- 穿越時間線（英语：Timeless (TV series)）
- 拉斯维加斯往事
- 老手警探（多惠〈劉亞仁 飾演〉）
- 耶誕節會下雪嗎？（在顯）
- 淘氣小女巫（英语：The Worst Witch (1998 TV series)）
- 情牽你我她（日语：僕と君と彼女の関係）（Dave）
- 原來是美男（金記者）

#### 動畫
- 馬男波傑克
- 寶貝老闆（機器人）
- 神偷奶爸3（隊長）
- 小小兵（月台廣播）
- 熱血車城（Cyborg Dan）
- 藍色小精靈：失落的藍藍村（Gargamel〈Rainn Wilson 配音〉）
- 送子鳥（東方白鸛A）

### 旁白
- 最期祈
- 瓊貝妮特·藍西（英语：Death of JonBenét Ramsey）殺害事件之謎
- Discovery Channel
  - 「原來如此百科電視」
- 暗夜攝影記（英语：Shot in the Dark (TV series)）
- 國家地理頻道
- 不願面對的真相2
- 以物易物
- 決戰時裝伸展台 (第10季)（克里斯多福）
- 白兔計劃（英语：White Rabbit Project (TV series)）

## 腳註

## 外部連結
- Media Force所屬期間的聲優簡介 （日語）（2013年10月230日的檔案館）
- D-COLOR公式官網的聲優簡介 （页面存档备份，存于） （日語）
- 齋藤寬仁的X（前Twitter） （日語）